# Спринг Сити (Јута)
Спринг Сити (енгл. Spring City) град је у америчкој савезној држави Јута.

## Демографија
По попису из 2010. године број становника је 988, што је 32 (3,3%) становника више него 2000. године.
| Група             | 2000.       | 2010.       |
| Белци             | 901 (94,2%) | 896 (90,7%) |
| Афроамериканци    | 1 (0,1%)    | 4 (0,4%)    |
| Азијати           | 2 (0,2%)    | 2 (0,2%)    |
| Хиспаноамериканци | 34 (3,6%)   | 67 (6,8%)   |
| Укупно            | 956         | 988         |